# Années 980 av. J.-C.
Les années 980 av. J.-C. couvrent les années de 989 av. J.-C. à 980 av. J.-C.

## Événements
- 985-980 av. J.-C.[1] : règne de Mâr-bîti-apla-usur, roi de Babylone[2].
- Vers 980 av. J.-C. : règne d'Itobaal, roi de Byblos[3].
- Avant 970 av. J.-C. : les Phéniciens fondent à Chypre un premier comptoir, Kition, peut-être par Abibaal, père de Hiram de Tyr[4]